# Jean-Claude Bonichot
Jean-Claude Bonichot (* 1955) ist ein französischer Jurist und Richter am Europäischen Gerichtshof.

## Leben und Wirken
Bonichot studierte Rechtswissenschaften an der Universität Metz, wo er seinen Abschluss machte. Anschließend erwarb er am Institut d’études politiques de Paris sein Diplom und absolvierte die École nationale d’administration in Straßburg. Ab 1982 war Bonichot in verschiedenen Funktionen am Conseil d’État tätig, zunächst als Berichterstatter, später als Regierungskommissar und als Referent, ab 1999 dann als Richter. Im Jahr 2000 wurde er Präsident der Sechsten Unterabteilung der Streitsachenabteilung. Seit dem 7. Oktober 2006 ist Bonichot Richter am Europäischen Gerichtshof. Daneben war er seit beigeordneter Professor an der Universität Metz, ab 2000 an der Universität Paris I. Außerdem ist er Autor zahlreicher Veröffentlichungen zum französischen und europäischen Verwaltungsrecht, zum Gemeinschaftsrecht und zum europäischen Menschenrechtsschutz.